# Trochomeriopsis diversifolia
Trochomeriopsis — рід квіткових рослин родини гарбузових.
Його рідним ареалом є Мадагаскар.
Види:
- Trochomeriopsis diversifolia Cogn.